# Іберо-мавританська культура
Іберо-мавританська культура, Оранська культура, або уштатійська культура (за назвою археологічної пам'ятки Уштата) — епіпалеолітична археологічна культура на території Північної Африки.

## Походження
За однією з гіпотез, культура виникла в результаті міграції кроманьйонців (носіїв мехтоїдної раси) з території Іберійського півострова (звідки і назва); згідно з іншою гіпотезою, є нащадком ранішої атерійської культури, яка займала ту ж територію.
Нарешті, згідно з сучасними уявленнями, є нащадком халфської культури, що існувала на території Єгипту в 24000-15000 до н. е. і мігрувала на захід.

## Антропологічний вигляд
Іберо-мавританці були носіями мехтоїдного расового типу європеоїдної раси. Мали світле волосся, шкіру та блакитні очі.

## Палеогенетіка
У  мехтоїдів іберо-мавританської культури з Аталіїн (Afalou) в Алжирі (13000-9000 до н. е.) та Тафоральта в Марокко (21000-8800 до н. е.) визначено мітохондріальні гаплогрупи H or U, T2b, JT or H14b1, J, J1c3f, R0a1a, H1, R0a2c, H2a1e1a, H2a2a1, H6a1a8, H14b1, U4a2b, U4c1, U6d3. У 2013 дослідження викопної ДНК показало наявність у Тафоральт мітохондріальних гаплогрупп U6, H, JT і V

## Хронологія
Існувала в період близько 10120-8550 до н. е. У Неолітичний субплювіал (останній вологий період в історії Сахари) залишки культури поглинені капсійцями.